# 夏蓬特錯覺
大小-重量錯覺，也被稱為夏蓬特錯覺，由法國物理學家奥古斯丁 ‧ 夏蓬特的名字命名   ，

## 描述
这种错觉主要來自在人類大腦錯估了相同質量但不同體積的物體。例如一公斤的鐵與一公斤的棉花理論上重量相等，但如果兩者皆被裝進不透明盒中時，人們會誤以為體積較大的一公斤棉花比較重 ，這樣的錯覺也會因為顏色或材質兒有差異：相同大小和质量的金属容器感觉起来比木制容器輕 ，相同大小和质量的深色物体感觉起来比亮色物体重  。這些錯覺都是因為人們對預這些物質有著一定的既定印象 對於客觀的重量或形狀有錯誤的預測。